# Andrew Jackson
Pour les articles homonymes, voir Andrew Jackson (homonymie) et Jackson.
Ne doit pas être confondu avec Andrew Johnson.
Andrew Jackson, né le 15 mars 1767 dans la région des Waxhaws (en) (Les Carolines) et mort le 8 juin 1845 à Nashville (Tennessee), est un militaire, planteur esclavagiste et homme d'État américain. Il est président des États-Unis de 1829 à 1837.
Il est l'une des figures les plus influentes et controversées de l'histoire américaine. Né dans une famille modeste dans la région des Waxhaws (en) à la limite entre la Caroline du Nord et la Caroline du Sud, il s'est fait un nom en tant que soldat et héros de la Guerre de 1812, notamment pour sa victoire décisive lors de la bataille de La Nouvelle-Orléans.
Avant sa présidence, Jackson a mené une carrière de juriste et d'homme politique dans le Tennessee, et il était un ardent défenseur des colons américains contre les populations amérindiennes, un aspect controversé de son héritage. En tant que président, il a marqué l'histoire avec la mise en place de ce que les historiens ont appelé la « démocratie jacksonienne », une approche qui prônait un pouvoir accru pour les citoyens ordinaires et une méfiance envers les élites politiques et économiques.
Jackson a également façonné la présidence avec des actions comme la fermeture de la Second Bank of the United States, qu'il considérait comme une menace pour la liberté individuelle et l'autonomie des États. Toutefois, sa politique indienne, marquée par le célèbre Indian Removal Act de 1830, a conduit à des déplacements forcés massifs des Amérindiens à l'ouest du Mississippi, dont la célèbre « Piste des larmes ».
Son leadership populiste et ses positions fermes contre le système établi ont fait de lui une figure polarisante. Malgré cela, il est resté une icône de la montée du pouvoir démocratique aux États-Unis, en particulier pour les petits fermiers et les ouvriers. Son héritage continue d'alimenter les débats, tant pour ses contributions à la démocratie américaine que pour les impacts dévastateurs de certaines de ses politiques, notamment vis-à-vis des droits des minorités. Il était également planteur et partisan de l'esclavage.

## Biographie

### Jeunesse
Andrew Jackson naît de l'union d'Elizabeth et d'Andrew Jackson, une famille scote d'Ulster, le 15 mars 1767, approximativement deux ans après leur émigration de Carrickfergus. Trois semaines après la mort de son père, Andrew est né dans les environs de Waxhaws entre la Caroline du Nord et celle du Sud. L'exactitude de son lieu de naissance est sujet à débat, Jackson déclarait être né dans une cabane à l'intérieur des frontières de la Caroline du Sud.
Il a reçu une éducation sporadique à l'école du village. Durant la guerre d'indépendance, Jackson, à l'âge de 13 ans, rejoint le régiment local. Andrew et l'un de ses deux frères, Robert Jackson, sont faits prisonniers de guerre par les Britanniques et meurent presque de faim en captivité. Lorsqu'Andrew refuse de nettoyer les bottes d'un officier anglais, celui-ci lui envoie des coups d'épée, le laissant avec des cicatrices sur sa main gauche et sur sa tête, ainsi qu'avec une haine profonde à l'égard des Anglais. Durant leur emprisonnement, les deux frères attrapent la variole. Leur mère obtient leur libération en arguant de leur âge, mais Robert meurt quelques jours plus tard. Sa mère meurt du choléra six mois plus tard. Tous les membres de la famille immédiate d'Andrew Jackson meurent d'une cause liée à la guerre, qu'il impute aux Britanniques. Il devient orphelin à l'âge de 14 ans.
Jackson est le dernier président des États-Unis à être ancien combattant de la guerre d'indépendance, et le deuxième à avoir été prisonnier de guerre après Washington.

### Tennessee
Retournant à ses études, après l'expulsion des Anglais, il devint avocat au barreau de Salisbury en Caroline du Nord (1784), puis avocat général de district à Nashville, dans le Tennessee (1788). Jackson y fit ses débuts dans le commandement militaire, à la tête de quelques milices, contre les Amérindiens qu'il repoussa loin des frontières.
Le Tennessee étant admis à entrer dans l'Union, le jurisconsulte Jackson fut chargé de rédiger la Constitution du nouvel État. Représentant du Tennessee au Congrès général (1796), sénateur l'année suivante, il donna sa démission et revint dans ses foyers.
Juge de la Cour suprême de l'État et commandant en chef de la milice du Tennessee, il ne conserve que ce dernier titre (1799), et se consacre à l'agriculture. Treize ans après, des hostilités éclatent en 1812, entre les États-Unis et l'Angleterre, faisant de Jackson, ancien magistrat, législateur et laboureur, le premier homme de guerre de l'Union, ou, selon l'expression emphatique adoptée par les Anglais, le lion de l'Amérique du Nord.

### Carrière militaire

#### Guerres amérindiennes, cœur de la guerre de 1812
Jackson s'est fait connaître par la guerre Creek puis la première guerre séminole qui forceront les Amérindiens à émigrer à l’ouest du Mississippi pour permettre aux pionniers de s’installer. Dans le Sud, ces guerres sont au centre de la guerre de 1812 contre les Britanniques, accusés de les fomenter (prétexte à la spoliation des Amérindiens, malgré les promesses et engagements du gouvernement fédéral).
Son ami Edward Livingston, ex-maire et procureur de New York, connaît le droit maritime et les litiges consécutifs à la guerre d'indépendance. Il œuvre à cette guerre de 1812 qui éloigne les troupes fédérales, permettant à Andrew Jackson de lever une milice pour combattre les Creeks, puis d'annexer leurs terres lors de l'Alabama fever.
Élevé au grade de major général des milices, Jackson est chargé en décembre 1812 de conduire un corps de volontaires sur le Mississippi. En résistant aux ordres contradictoires et injustes d'un employé du gouvernement central, il gagne l'affection des miliciens. C'est au cours de cette guerre qu'il semble avoir reçu son surnom d'Old hickory, qui fait référence à la dureté du bois de noyer.
Sa difficile et périlleuse campagne contre les Amérindiens creeks (1813) se termina par un coup de force qui fit date dans les Annales militaires de l'Union. Jackson est informé que les Creeks, réfugiés dans les Florides, possession de l'Espagne, sont armés par le gouverneur espagnol de Pensacola, en violation de sa neutralité. Sans attendre l'autorisation qu'il demande à son gouvernement, Jackson pénètre dans les Florides. Deux espions anglais qu'il fait juger par cour martiale sont pendus. La place de Pensacola est emportée de vive force ; le gouverneur espagnol, les Amérindiens et les Anglais sont châtiés et Jackson se retire.
En 1814, Jackson commande à la bataille de Horseshoe Bend, Alabama, où 700 Amérindiens creeks sont tués alors qu’il ne perd que 49 hommes. Les Cherokees, prenant les Creeks à revers, permettent à Jackson et ses miliciens de gagner cette bataille. Un traité de paix est signé donnant aux colons américains accès à un territoire de près de 100 000 km2.
À la fin de la même année, Jackson est en Floride où il se bat contre les Amérindiens séminoles. Ce peuple agricole occupait le nord de la Floride à la demande des Espagnols, afin de protéger la colonie contre les États-Unis. Ils accueillaient également les esclaves en fuite, esclaves qui ont combattu à leurs côtés. Jackson est nommé gouverneur militaire de l’État en 1819 et le territoire est cédé par l'Espagne en 1821 par le traité d'Adams-Onís, moyennant une somme d'argent plutôt dérisoire compte tenu de la superficie de la Floride, et sans la moindre bataille avec les Espagnols (qui, il est vrai, étaient préoccupés par leurs possessions en Amérique du Sud ainsi qu'aux Caraïbes).

#### Bataille de La Nouvelle-Orléans, aux côtés de Jean Lafitte

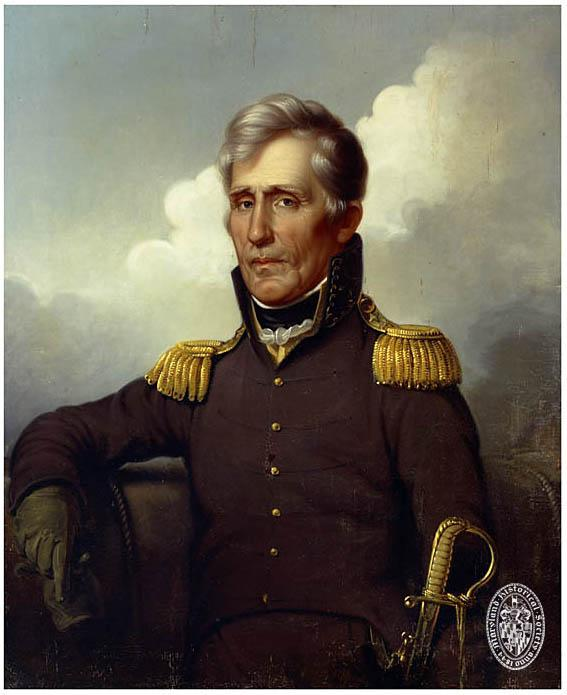
Andrew Jackson en 1819.

Enfin, le 13 décembre 1814, Jackson est à La Nouvelle-Orléans en Louisiane pour se battre contre les Britanniques dans la dernière bataille de la guerre de 1812. La nouvelle de l’armistice signé la veille de Noël 1814 par le traité de Gand n'étant pas parvenue, la bataille se déroule le 8 janvier 1815 entre 8 000 soldats britanniques entraînés et environ 4 000 rustauds dont une grande partie sont des partisans du corsaire-pirate Jean Lafitte qui fait la loi dans la région des Caraïbes. La victoire vaudra à Jackson d’être considéré comme un héros national ; les pertes britanniques s’élèvent à 386 morts, 1 521 blessés et 552 disparus tandis que les pertes américaines sont seulement de 55 morts, 185 blessés, 93 disparus.
C'est l'époque où le ressentiment contre l'Angleterre reste fort et la tentation d'aller vers le Mexique, pour peupler de nouveaux territoires, de plus en plus vive. Le gouvernement donne son feu vert à la Vine and Olive Colony, vaste compagnie coloniale cultivant en fait du coton et s'étendant sur 370 kilomètres carrés de terres vierges, fondée par des centaines de planteurs français de Saint-Domingue, dans ce qui n'était pas encore l'État d'Alabama mais le vaste territoire de Louisiane, racheté à la France napoléonienne en 1803. Ce secteur devient un haut lieu de l'histoire de la culture du coton.

#### Avant la magistrature suprême

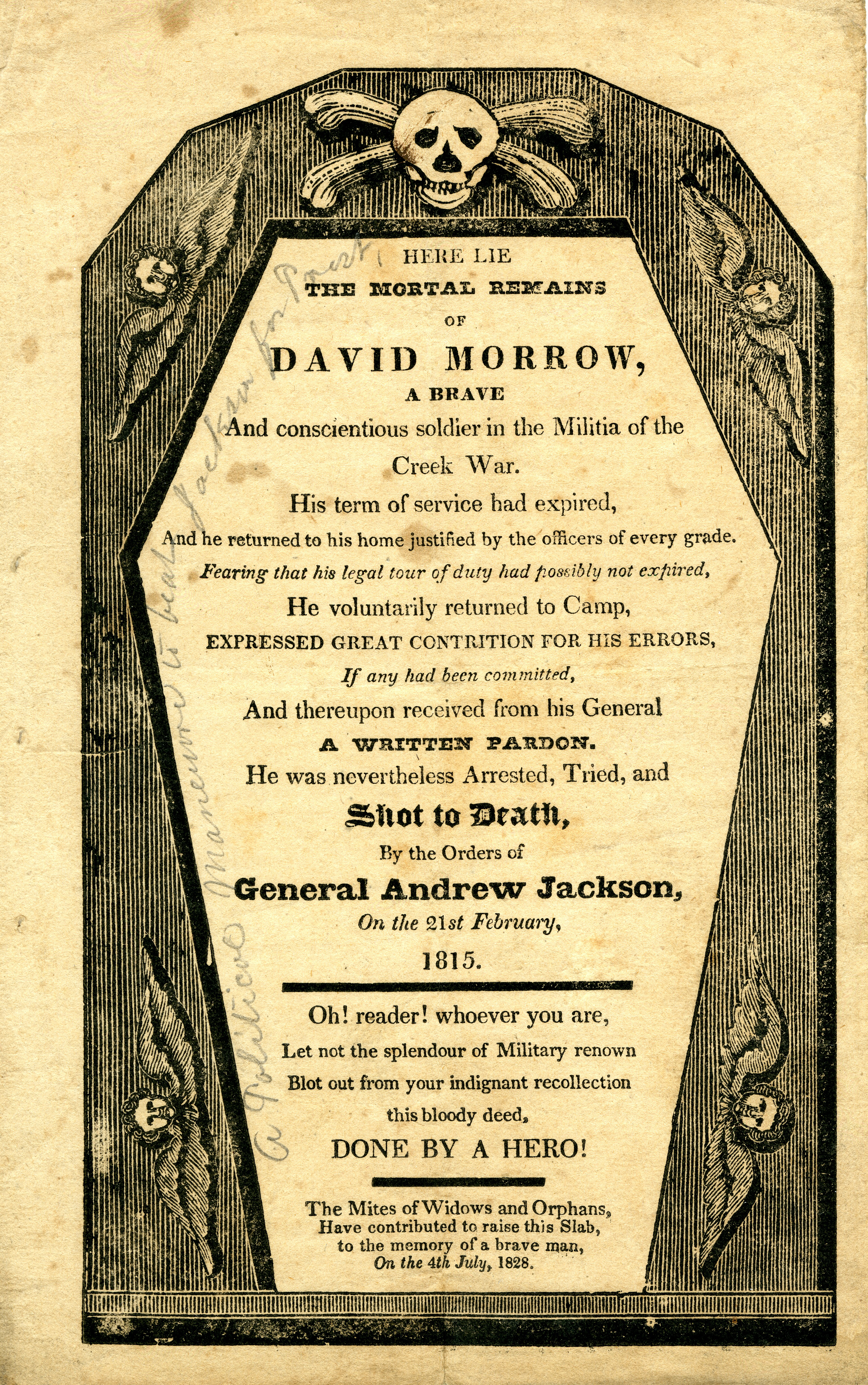
Affiche électorale contre Andrew Jackson, 1828.

Le 17 juillet 1821, Jackson est élu gouverneur de Floride. Il se retira de nouveau à la campagne, et l'on peut remarquer que c'est après y avoir passé encore quatorze ans, comme cultivateur, qu'il fut élevé par les suffrages de ses concitoyens à la magistrature suprême (4 mars 1829).
Il se présente à l’élection présidentielle de 1824 et obtient plus de suffrages populaires et de voix des grands électeurs que ses concurrents mais il n’a pas la majorité absolue. C’est un vote de la Chambre des représentants qui donne la présidence à John Quincy Adams. Cet événement entraîne une fracture au sein du parti républicain-démocrate (les trois présidents précédents : Thomas Jefferson, James Madison et James Monroe étaient issus de ses rangs). Les partisans de John Quincy Adams fondent le parti national-républicain tandis que les partisans de Jackson fondent le parti démocrate actuel des États-Unis.
Jackson se représente en 1828 et, cette fois, remporte l'élection avec une majorité substantielle. C’est le premier président élu au suffrage universel qui vient d’être instauré dans un grand nombre d’États et sa réputation d’homme du peuple et de chasseur d’Indiens n’y est pas étrangère. Il appartient à la franc-maçonnerie.

#### Esclavagiste

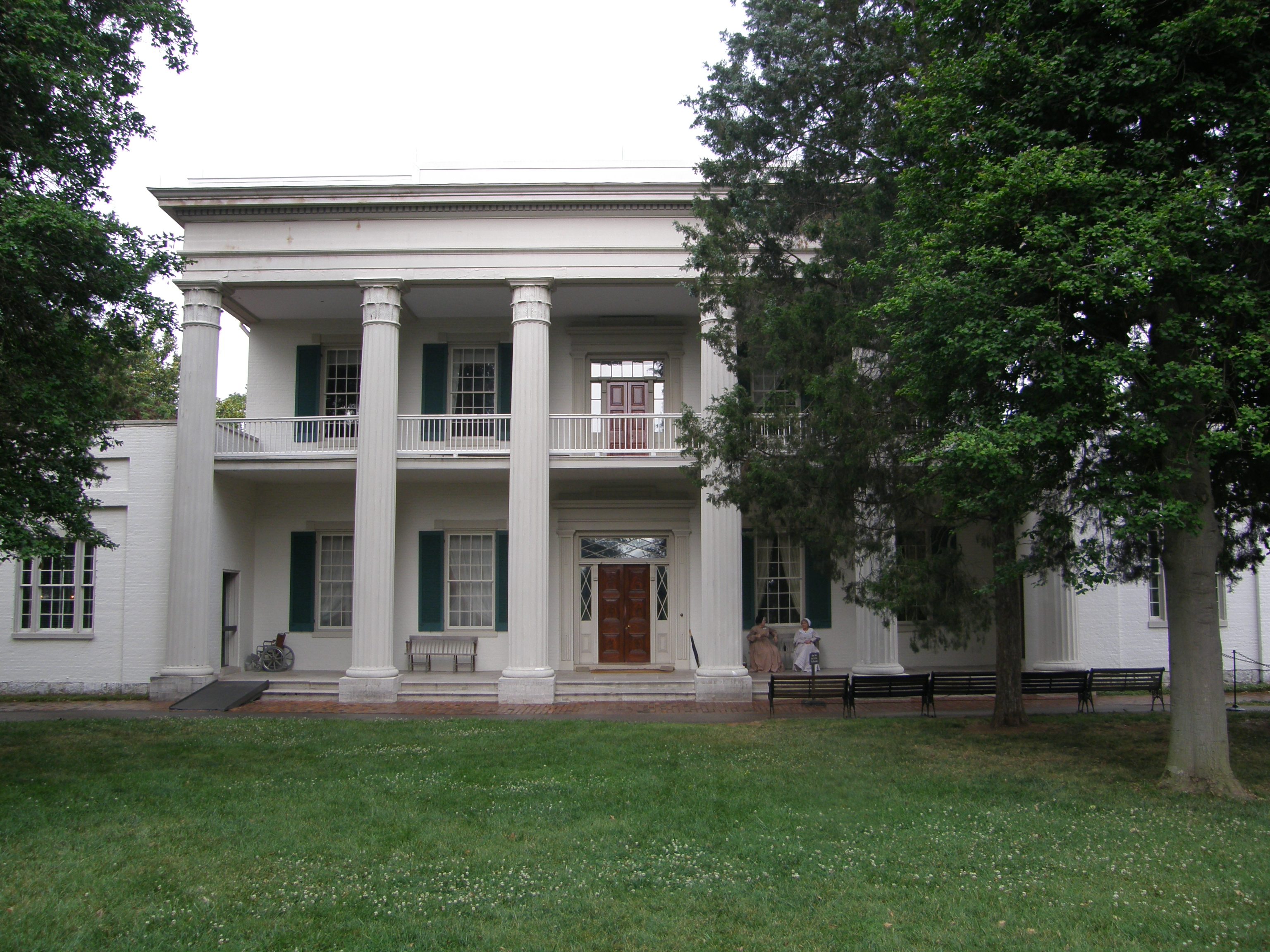
Maison des maîtres de sa plantation.

Il encourage la formation des groupes de vigilantes afin de surveiller les esclaves et les abattre en cas de rébellion. Il est lui-même propriétaire d'une plantation dans le Tennessee, sur laquelle travaillaient 110 esclaves en 1845,.

### Présidence

#### Chronologie
- 4 mars 1829 : investiture d’Andrew Jackson en tant que septième président des États-Unis. C’est le premier président élu qui ne fait pas partie du cercle des hommes politiques qui ont participé à la guerre d’indépendance et à la rédaction de la Constitution, et le premier président des États-Unis d’extraction modeste[6]. Il bénéficie autant du soutien des fermiers de l'Ouest que de celui des citadins, qui apprécient ses origines modestes (il est surnommé le « friend of the common man »). Dans son discours inaugural il annonce qu’il fera le nécessaire pour vider l'Est du continent des Amérindiens, et occuper leurs territoires[réf. nécessaire]. Pour l'universitaire Élisabeth Vallet, la réception à la Maison-Blanche qui suit son investiture est « la première réception marquante de l’histoire »[7]. Une foule trop importante pour les forces de police déployées pénètre dans la Maison-Blanche et provoque des dommages[8],[9] — dont l'ampleur a d'ailleurs pu être exagérée[10] — ; acculé, Jackson s'échappe, selon les sources, par la fenêtre[7],[8] ou par une porte dérobée[9],[10].

- 28 mai 1830 : le Congrès vote et Jackson signe la loi d’expulsion des Amérindiens de tous les États de la côte Est et leur implantation dans les territoires à l’ouest de la plaine du Mississippi (Indian Removal Act). En 1838, l'application de cette loi amène la déportation de 16 000 Amérindiens de la nation Cherokee de Géorgie : plus de 4 000 meurent sur la piste des Larmes avant d'arriver en Oklahoma. Cet acte est le plus spectaculaire du génocide qui a touché les Amérindiens. En référence à cela, des Amérindiens refusent encore actuellement de se servir du billet de 20 dollars à son effigie[11].

- 21 mai 1831 : première convention nationale du Parti démocrate qui choisit Jackson comme candidat à l’élection présidentielle.

- 10 juillet 1832 : Jackson met son veto à la prolongation des droits d'exploitation d’une banque centrale privée (« Second Bank of the United States »)[12].
- 5 décembre 1832 : Jackson est réélu pour un second mandat contre Henry Clay, le candidat du Parti national-républicain.

- 29 janvier 1834 : Jackson utilise pour la première fois l’armée pour briser une grève des ouvriers qui construisent le canal entre Washington et l’Ohio.

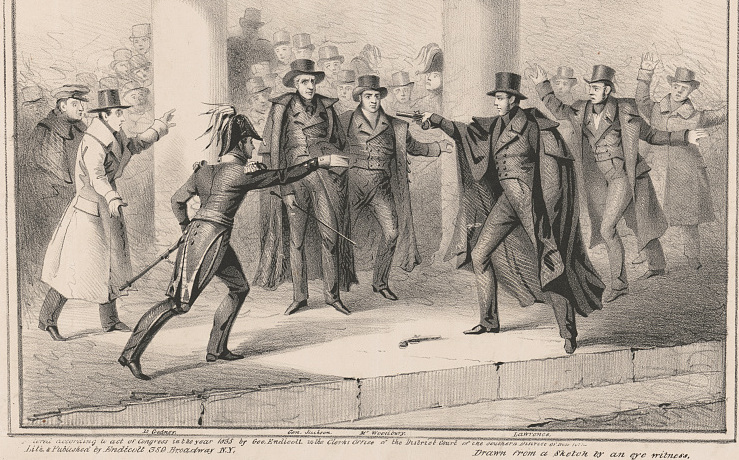
Tentative d'assassinat le 30 janvier 1835.

- Janvier 1835 : la dette publique fédérale des États-Unis est intégralement remboursée pour la seule fois de son histoire[13].
- 30 janvier 1835, Jackson est victime de la première tentative d'assassinat contre un président américain au Capitole. Par une chance incroyable, les deux pistolets de l’assassin, un déséquilibré, s'enrayent successivement. Une gravure devenue célèbre, faite 20 ans plus tard, montre Jackson frappant la tête de cet homme avec sa canne.

- 1836 : Jackson met de nouveau son veto à la création d’une banque centrale. La Réserve fédérale des États-Unis n’aura le monopole de l’émission de monnaie qu’à partir de 1913.

#### Politique étrangère
Les États-Unis sont toujours confrontés à la rivalité entre la France et le Royaume-Uni qui gêne le commerce. Andrew Jackson soutient avec énergie la réclamation des 25 millions, élevée par le gouvernement des États-Unis auprès du cabinet français.[pas clair]
Les problèmes ne seront réglés que vers 1836. Jackson réussit toutefois à négocier un accord qui, en 1830, autorise le commerce avec les possessions britanniques des Caraïbes. En 1837 Jackson reconnaît l’indépendance de la république du Texas qui était sous domination mexicaine.

#### Politique intérieure
Proche du peuple, Jackson ne supporte pas les hommes politiques professionnels et les institutions qui tendent à acquérir un pouvoir indépendant. Il met son veto à la reconduction de la Banque centrale créée en 1791 par Alexander Hamilton pour gérer la dette nationale et renforcer le pouvoir fédéral. Il ne s’embarrasse pas non plus d’un gouvernement avec qui il se dispute souvent et il s’entoure de conseillers, son « gouvernement dans la cuisine », avec qui il prend ses décisions.
Le Sud, surtout agricole, ne voulait pas des droits de douane élevés, au contraire du Nord qui mettait en place son industrie. La crise est résolue en 1833 par une forte baisse des droits de douane et marque la victoire de l’intérêt individuel des États sur le gouvernement fédéral.
Jackson est évoqué et critiqué comme suit par Alexis de Tocqueville pour sa tendance à flatter les idées majoritaires de son époque, notamment la défiance vis-à-vis du pouvoir central, et pour les mettre en œuvre parfois avec violence et au mépris des institutions ou du droit :

« (…) loin de se présenter comme le champion de la centralisation, le général Jackson est l’agent des jalousies provinciales ; ce sont les passions décentralisantes (si je puis m’exprimer ainsi) qui l’ont porté au souverain pouvoir. C’est en flattant chaque jour ces passions qu’il s’y maintient et y prospère. Le général Jackson est l’esclave de la majorité : il la suit dans ses volontés, dans ses désirs, dans ses instincts à moitié découverts, ou plutôt il la devine et court se placer à sa tête. (…)
Après s’être ainsi abaissé devant la majorité pour gagner sa faveur, le général Jackson se relève ; il marche alors vers les objets qu’elle poursuit elle-même, ou ceux qu’elle ne voit pas d’un œil jaloux, en renversant devant lui tous les obstacles. Fort d’un appui que n’avaient point ses prédécesseurs, il foule aux pieds ses ennemis personnels partout où il les trouve, avec une facilité qu’aucun président n’a rencontrée ; il prend sous sa responsabilité des mesures que nul n’aurait jamais avant lui osé prendre ; il lui arrive même de traiter la représentation nationale avec une sorte de dédain presque insultant ; il refuse de sanctionner les lois du Congrès, et souvent omet de répondre à ce grand corps. C’est un favori qui parfois rudoie son maître. »

— De la démocratie en Amérique
Sa présidence est parfois confrontée à une montée des violences, provoquées par le chômage, l’animosité des protestants à l'encontre des catholiques et en particulier des Irlandais, la question de l'esclavage ou la pauvreté. Alors que l'on compte 16 émeutes en 1834, il s'en produit 37 en 1837, provoquant des dizaines de morts.
Il s’accommode dans certaines circonstances de la corruption si cela peut lui permettre d'affermir son influence politique. En échange du contrôle absolu de New York, il autorise ainsi Samuel Swartwout (en) à détourner 1 250 000 dollars, qu'il emporta avec lui dans sa fuite en Europe en 1836. Jesse Hoyt (en), nommé par Jackson pour remplacer Swartwout, rend au président les mêmes services que son prédécesseur, moyennant les mêmes privilèges (il détourna plus de 200 000 dollars des caisses publiques).

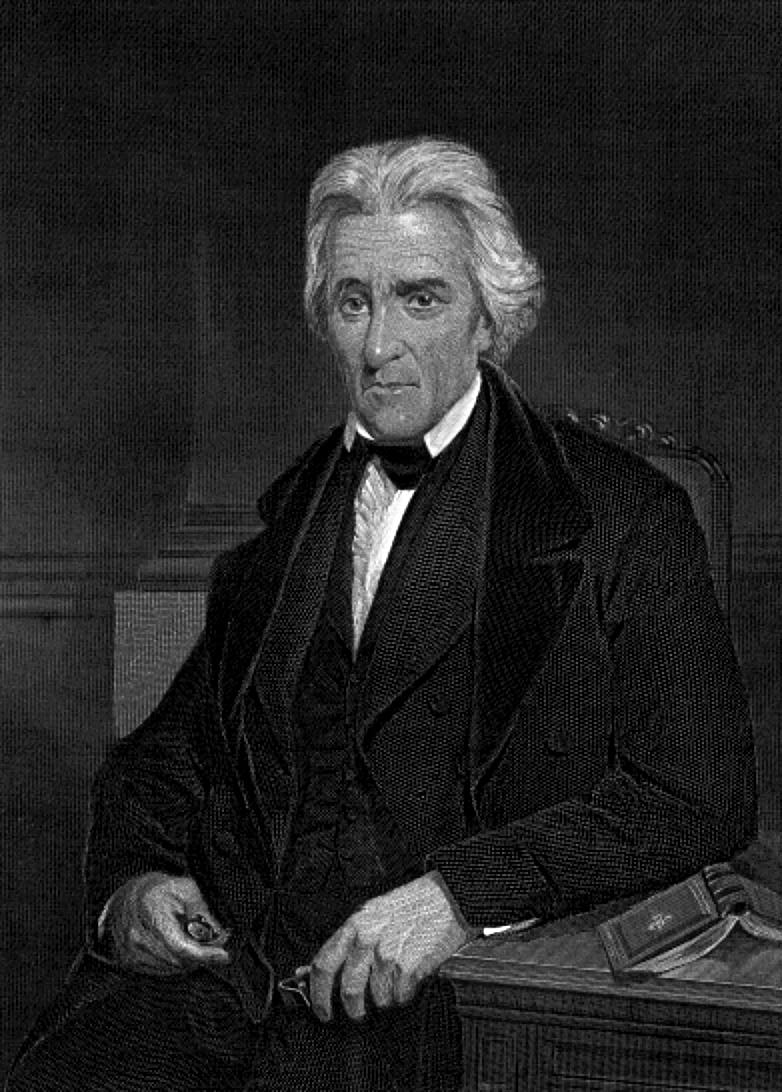
Portrait d'Andrew Jackson.

#### Politique amérindienne
En 1830, avec l'augmentation de la population et la découverte d’or sur les territoires des Cherokees, Jackson signe une loi autorisant le déplacement forcé des Amérindiens, l’Indian Removal Act voté par le Congrès, afin d'exploiter ces terres. La Cour suprême juge la loi contraire à la Constitution, mais Jackson refuse d'appliquer le jugement. L'État de Géorgie attribue les terres des Cherokees au cours d’une loterie, et Jackson envoie des troupes pour déporter les Amérindiens à marches forcées au-delà du Mississippi. Cet épisode coûte la vie à 4 000 Cherokees environ (25 % de la population), au cours de leur déportation sur la Piste des larmes (Trail of Tears).

#### Politique partisane
Il introduit le système où les hautes fonctions fédérales sont attribuées aux amis qui ont aidé pendant la campagne électorale (système des dépouilles) et il fait pression sur les États pour élargir la base électorale. Ainsi, sous sa présidence, le nombre de citoyens participant à la vie politique est multiplié par 7.

### Retraite
À la fin de son second mandat, en 1837, Jackson retourne dans sa maison au Tennessee. Après avoir servi dans l’armée, être devenu un héros et après avoir été président pendant huit ans il déclare qu’il rentre chez lui avec « à peine 80 dollars dans sa poche »[réf. nécessaire]. Il meurt le 8 juin 1845 ; son décès est aujourd’hui attribué à un empoisonnement au plomb à la suite d’une blessure reçue en 1813.[réf. nécessaire]

### Vie privée
La femme d’Andrew Jackson, Rachel Jackson, meurt le 22 décembre 1828 entre l’élection et la cérémonie d’installation à la présidence. Lorsque Jackson l’avait épousée, il avait 21 ans et elle vivait séparée de son premier mari dont elle croyait être légalement divorcée. En fait le divorce n’avait pas été prononcé et les deux époux durent se remarier ensuite. Cet épisode était considéré comme scandaleux par la bonne société et donna lieu à des rumeurs pendant la campagne électorale. Jackson reprocha longtemps à ses opposants d’être à l’origine, selon lui, du décès de sa femme. C'est donc sa nièce Emily Donelson qui assure l'office de première dame des États-Unis, puis sa belle-fille Sarah Jackson.

## Postérité

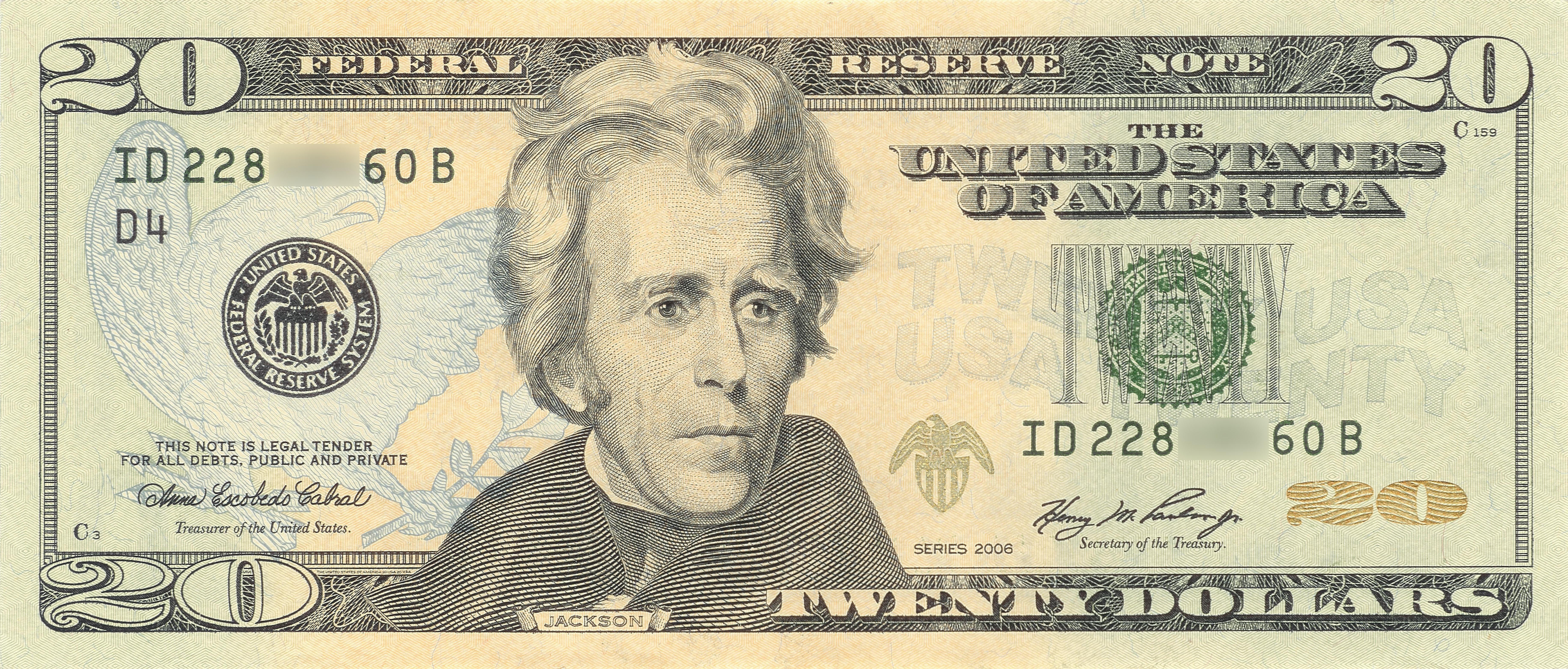
Recto du billet de 20 $ de 2006 avec le portrait de Andrew Jackson.

- Recto du billet de 20 $ de 2006 avec le portrait de Andrew Jackson.Son portrait figure sur les billets de 20 dollars. En 2016, une campagne civile appelle à remplacer son effigie par celle d’une femme : le département du Trésor des États-Unis annonce alors un plan pour le remplacer par le visage d’Harriet Tubman, militante antiesclavagiste noire, dès 2020[8]. Cependant, en septembre 2017, l'administration du président Donald Trump remet en question cette décision ; le secrétaire au Trésor Steven Mnuchin indique d'une part : « Pour le moment, nous avons des sujets bien plus importants sur lesquels travailler » ; d'autre part, Donald Trump, admirateur du président Andrew Jackson avait durant sa campagne présidentielle manifesté son opposition à son retrait[17]. Quelques jours après son investiture, en janvier 2021, le successeur de Trump, Joe Biden, relance le projet de faire figurer Harriet Tubman sur les billets de 20 dollars[18].
- Une statue en bronze de Jackson a été inaugurée à Washington, D.C. en 1853.
- Jackson Park, l'un des parcs les plus prestigieux de la ville de Chicago fut nommé en son honneur.
- Jackson, dans le Mississippi, fut ainsi baptisée en son honneur et sa statue trône sur l'hôtel de ville.
- Jacksonville en Floride lui doit son nom, la ville ayant été rebaptisée lors de la cession de la Floride aux États-Unis par l'Espagne.
- Deux navires ont porté son nom :
  - Le USRC Jackson (en), un cotre du United States Revenue Cutter Service en service de 1832 à 1865.
  - Le USS Andrew Jackson (en), un sous-marin nucléaire lanceur d'engins de la classe Lafayette en service de 1963 à 1989.
- Une fois élu président, Donald Trump fait accrocher un portrait d'Andrew Jackson dans le Bureau ovale[8].

## Dans les arts et la culture populaire

### Filmographie

#### Cinéma
Le 7e président des États-Unis d'Amérique a été interprété à l'écran dans des productions filmographiques dépeignant son rôle dans la guerre contre les Amérindiens ou les déboires de sa présidence ainsi que sa vie amoureuse.
- 1913 : Andrew Jackson d’Allan Dwan, acteur inconnu ;
- 1918 : My Own United States de John W. Noble (en) avec F. C. Earle ;
- 1926 : Le Corsaire masqué de Frank Lloyd avec George Irving ;
- 1927 : The Frontiersman de Reginald Barker avec Russell Simpson ;
- 1936 : L'Enchanteresse de Clarence Brown avec Lionel Barrymore ;
- 1937 : The Man Without a Country de Crane Wilbur avec Erville Alderson ;
- 1938 : Les Flibustiers de Cecil B. DeMille avec Hugh Sothern ;
- 1939 :
  - Old Hickory de Crane Wilbur avec Hugh Sothern ;
  - Man of Conquest de George Nicholls Jr avec Edward Ellis ;
- 1940 : Abraham Lincoln de John Cromwell avec Erville Alderson ;
- 1942 :
  - March On, America ! de Crane Wilbur avec Hugh Sothern ;
  - André et les Fantômes de Stuart Heisler avec Brian Donlevy ;
- 1950 : Le Bagarreur du Kentucky de George Waggner avec Steve Darrell ;
- 1951 : The Pulitzer Prize Playhouse, épisode Portrait of a President avec Walter Hampden ;
- 1952 : L'Étoile du destin de Vincent Sherman avec Lionel Barrymore ;
- 1953 : Le Général invincible de Henry Levin avec Charlton Heston ;
- 1955 :
  - Davy Crockett, roi des trappeurs de Norman Foster avec Basil Ruysdael ;
  - Hallmark Hall of Fame, épisode The Pirate and the Lawyer avec Thomas Duggan ;
- 1956 : The First Texan de Byron Haskin avec Carl Benton Reid ;
- 1958 : Les Boucaniers d’Anthony Quinn avec Charlton Heston ;
- 1974 : Power and the Presidency de Jerome Rosenfeld avec Alan Wyatt ;
- 1976 :
  - Bridger de David Lowell Rich avec John Anderson ;
  - The Adams Chronicles de Fred Coe et Bill Glenn avec Wesley Addy ;
- 1985 : Shelley Duvall’s Tall Tales & Legends : Davy Crockett de David Grossman avec McLean Stevenson ;
- 1986 : Houston : The Legend of Texas de Peter Levin avec G. D. Spradlin ;
- 1988 : Davy Crockett : Rainbow in the Thunder de David Hemmings dans le rôle d'Andrew Jackson ;
- 1999 : The War of 1812 de Brian McKenna avec Richard Clarkin ;
- 2004 : First Invasion : The War of 1812 de Gary Foreman avec Dave Fagerberg ;
- 2007 : Les hommes qui ont fait l'Amérique : Andrew Jackson, un fils du peuple à la Maison-Blanche avec Nathan Wiederman (adolescent), Ryan Proffitt (jeune adulte), Peter Kiklowicz (âgé).

#### Télévision

##### Série
- 1953 : Cavalcade of America, épisodes The Arrow and the Bow avec Sean McClory et Billy Gray dans Young Andy Jackson ;
- 1954 : You Are There, épisode The Cabinet Crisis Over Peggy Eaton (April 1830) avec Ned Cramer ;
- 1957 : The Adventures of Jim Bowie, épisode Jackson’s Assassination avec Leslie Kimmell
- 1964 : The Great Adventure, épisodes The Pirate and the Patriot avec Frank Silvera et Victor Jory dans The Testing of Sam Houston ;
- 2021 : Exterminez toutes ces brutes (épisode 2), de Raoul Peck ;

### Musique
Une comédie musicale retraçant sa vie d'un œil critique et parodique, Bloody Bloody Andrew Jackson, a également été joué à Broadway en 2010. Benjamin Walker y interprétait Andrew Jackson.